# Lví dvůr
Lví dvůr je renesanční rohová budova čp. 51/IV, č.o. 6 s ohradní zdí na nároží ulic Mariánské hradby a U Prašného mostu v Praze 1 na Hradčanech, součást základní sídelní jednotky Pražský hrad, od roku 1964 chráněné jako Národní kulturní památka. V současné době slouží jako restaurace.

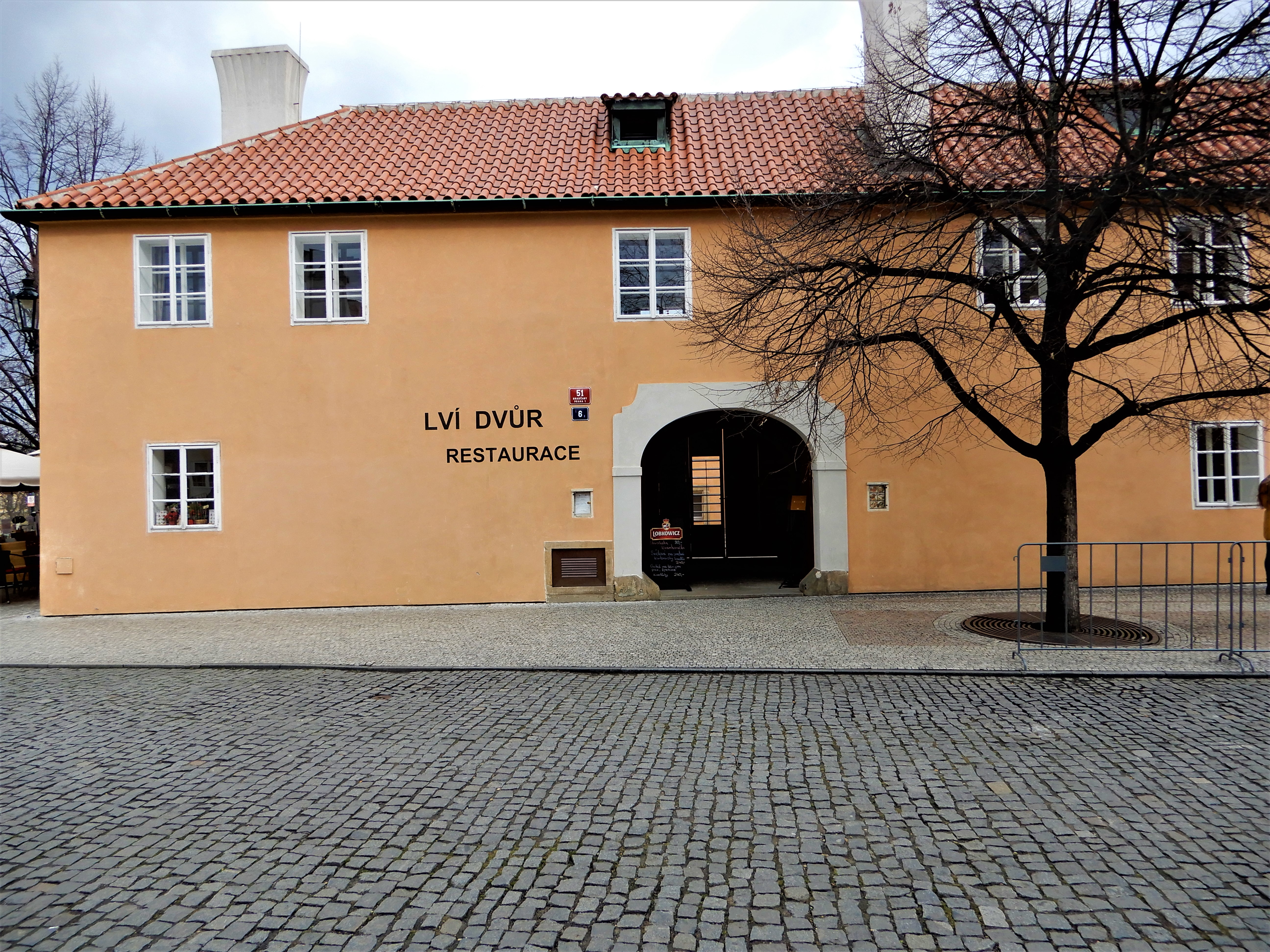
Lví dvůr, hlavní (západní) průčelí

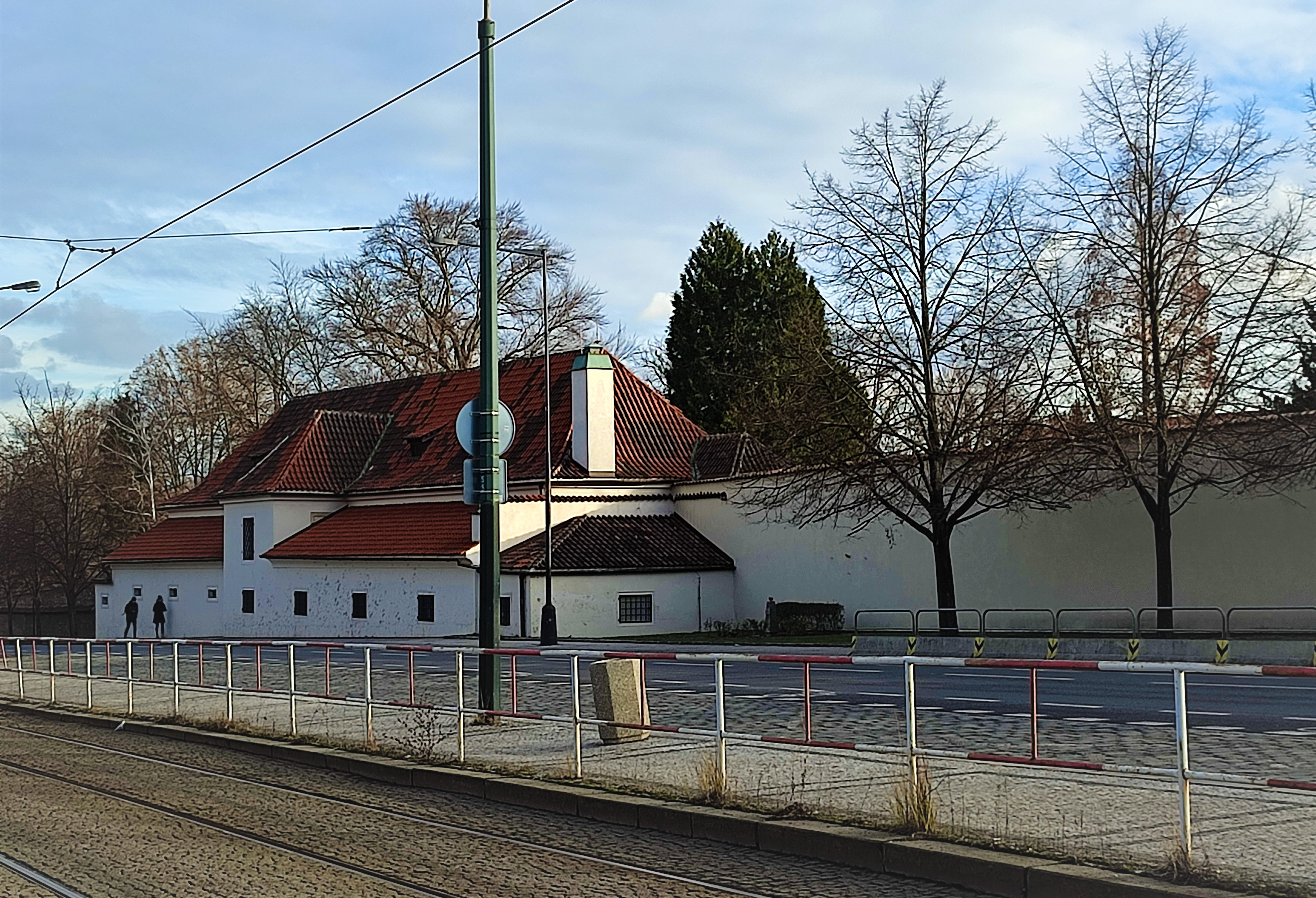
Lví dvůr, domek bez čísla

## Historie
Pozemek Lvího dvora (číslo 716) patřil ke Královské zahradě, kterou na parcelách č. 709-718 dal vybudovat český král Ferdinand I. Habsburský po roce 1534. Lví dvůr, písemně zaznamenaný za vlády Karla IV. v Marignolově kronice a doložený osobou jeho strážce v době krále Václava IV., není přesně lokalizovaný, mohl ležet hlouběji v Jelením příkopu. Projekt lvince vypracoval již roku 1563 architekt Bonifác Wolmut pro císaře Maxmiliána II., ale nebyl realizován. 
Renesanční kamennou budovu Lvího dvora se severním vchodem s armovaným portálem v kamenné ohradní zdi dal v letech 1581–1583 postavit císař Rudolf II., stavitelem byl císařský architekt Ulrico Aostalli de Sala. V hlubokých jamách zde byli chováni lvi, tygři, levharti, medvědi a orangutan, zvaný "Lesní muž". V domě bydleli jejich strážní a ošetřovatelé. Na východní straně bylo v Královské zahradě vystavěno schodiště s galerií, ze které diváci pozorovali zvířata ve výběhu. 
Při výstavbě barokního opevnění Prahy počátkem 18. století se Lví dvůr octl při hradební zdi Mariánských hradeb a navázala na něj severní vstupní brána Pražského hradu, zbořená před rokem 1811, na Jüttnerově plánu Prahy z let 1811–1816 chybí. Ke stavebním úpravám dvora v baroku došlo patrně po roce 1757, kdy Hrad obléhali Francouzi a zapálili Jízdárnu. Koncem 18. století si zde Adam Utz otevřel hospodu, později nazývanou "U Máčka". Větší část Lvího dvora sloužila jako vojenský strážní domek,, pravděpodobně až do roku 1918. Účel jeho využití za první republiky se nepodařilo zjistit, fotografie z doby před rokem 1903 dokumentuje při severní ohradní zdi přízemní přístavbu, která byla během následujícího období zbourána. V letech 1967–1972 byla budova razantně adaptována na restauraci se zahrádkou. Druhou velkou rekonstrukcí s vestavbou nových příček a patrové terasy v zahradě prošla v letech 1994–1995, podle projektu arch. Josefa Pleskota.

## Architektura
Jednopatrová budova na půdorysu písmene "U" má původní hlavní vchod ze západní strany a novodobý vchod ze strany severní. Sdružená okna sedmiosé fasády prozrazují původní renesanční koncept projektu. Valené klenby v přízemí, průjezd a sklep jsou původní renesanční.

## Menažerie
Historii zvěřince, jeho chovatelů, strážců a zvířat popsali dva očití svědkové Hippolyt Guarinoni (1571–1654) a Bohuslav Balbín. V závěru 19. století se jí zabýval přírodovědec a cestovatel Josef Kořenský a Josef Svátek. O osudech zvířat se tradovaly čtyři historky: 
- Jan Kepler vytvořil horoskop císaře Rudolfa II. a spojil jeho planetu s Rudolfovým oblíbeným lvem jménem Mohamed. Předpověděl, že oba zemřou krátce po sobě, což se stalo.
- Když zemřel Rudolfův strážce levhartů Tomáš Margarini, začala prý vdova a "mužatka" Laurencina Margariniová-Pyllmannová obecenstvu předvádět drezúru lvů.[7]
- Rudolfův host, turecký vyslanec při návštěvě ve Lvím dvoře vyprávěl, že v jeho zemi se statečný muž při návštěvě zvěřince musí se lvem utkat. Přítomný český rytíř "z rodu Hanibalců" prý ihned požádal o dovolení k zápasu, lva skolil jedinou ranou oštěpem a byl za to císařem odměněn.
- Poslední příběh líčí dámu, která při pozorování lvů z galerie upustila do výběhu rukavici. Galantní muž, který tomu přihlížel, skočil do výběhu a rukavici přinesl. Podle první verze historky pak navázal s dámou milostný vztah. Druhá verze v básni Fridricha Schillera "Der Handschuh" [8] uvádí muže stejně odvážného, ale k ženě odmítavého. Podle jmen aktérů s pražským Lvím dvorem nesouvisí. [9][10]